# Пам'ятки архітектури Кролевецького району
У Кролевецькому районі Сумської області на обліку перебуває 13 пам'яток архітектури.
| №  | Назва                                                            | Дата спорудження | Місце                                               |     |
| -- | ---------------------------------------------------------------- | ---------------- | --------------------------------------------------- | --- |
| 1  | Комплекс церкви Покрова Богородиці та церковнопарафіяльної школи | 19-20 ст.        | с. Алтинівка                                        |     |
| 2  | Жіноча гімназія                                                  | 1904-1907        | м. Кролевець, пл. Свободи, 35.                      |     |
| 3  | Комплекс будівель та споруд залізничної станції “Кролевець”      | 1905-1906        | м. Кролевець, пл. Привокзальна.                     |     |
| 4  | Міська управа                                                    | 19 ст.           | Кролевецький р-н. , м. Кролевець, вул. Комуністична | 11. |
| 5  | Повітове земство                                                 | 19 ст. 6.        | м. Кролевець, вул. Леніна,                          |     |
| 6  | Садибний будинок Огієвських                                      | 1800             | м. Кролевець, Бульвар Шевченка, 33.                 |     |
| 7  | Садибний будинок Рудзинських                                     |                  | м. Кролевець, вул. Горького, 64.                    |     |
| 8  | Синагога                                                         | 1860             | м. Кролевець, вул. Чехова, 5                        |     |
| 9  | Спасо – Преображенський комплекс                                 | 18-20 ст.        | м. Кролевець, вул. Шевченка, 8.                     |     |
| 10 | Петропавлівська церква                                           | 1902             | с. Литвиновичі                                      |     |
| 11 | Успенська церква                                                 | 1852-1881        | с. Тулиголове                                       |     |
| 12 | Всіхсвятська кладовищенська церква                               | 1862             | с. Ярославець                                       |     |
| 13 | Флігель садиби Кочубеїв                                          | 19 ст.           | с. Ярославець.                                      |     |
|    |                                                                  |                  |                                                     |     |